# Dictature sanitaire
« Dictature sanitaire » (en anglais health dictatorship, en espagnol dictadura sanitaria) est un terme apparu dans des recherches historiques sur le Mexique pour qualifier les politiques appliquées par le Mexique de 1917 à 1945 dans le contexte de l'épidémie mondiale de grippe de 1918,,.
Ce terme a par la suite été employé en 2020 en France et en Italie par les mouvements d'opposition aux mesures de lutte contre la pandémie de Covid-19 qui reprochent aux gouvernements d'imposer des lois liberticides,,,,.
Il sera par la suite l'objet de débats avec des historiens de la santé en France et le terme de « dictature vaccinale » est également prononcé à propos de l'extension annoncée du passe sanitaire par Emmanuel Macron le 12 juillet 2021 dans les manifestations contre les mesures vaccinales.
Différentes traductions ont ensuite été adoptées par la presse anglophone, et par la presse hispanophone, cependant, au Mexique, on a continué d'employer l'expression dictadura sanitaria afin de faire le lien avec des mesures constitutionnelles datant de 1917 et toujours appliquées en 2020 dans le cadre de la pandémie de Covid-19 au Mexique.

## Traductions employées par la presse
Le terme health dictatorship a été utilisé par Tony Abbott, ancien Premier ministre australien, afin de caractériser les mesures sanitaires liées à la pandémie de Covid-19 allant à l'encontre de la loi ordinaire en Australie dans un discours tenu le premier septembre 2020, : cette traduction a par la suite été utilisée par la presse anglophone pour traduire le terme français de dictature sanitaire.
Le terme dictatura de la salud a été employé par certains médias espagnols, dans un contexte similaire.

## Développements de la notion

### Contexte historique et sanitaire général
Selon Stanis Perez, historien de la médecine et de la santé, co-auteur de Pandémies. Des origines à la Covid-19, une dictature sanitaire pourrait ressembler à la dictature sanitaire mexicaine en 1917-1918 qui se caractérisait par des thèmes eugénistes et racistes visant à la régénération du peuple mexicain, avec un culte de l'homme idéal et idée de pureté raciale, typique des concepts rappelant les grandes dictatures européennes des années 1930, empreintes de nationalisme.
Selon Michel Maffesoli, les diverses crises sanitaires rencontrées dans les démocraties occidentales témoignent d'un « hygiénisme » et d'une « sécurisation de toute la vie sociale » qu'il oppose aux « totalitarismes durs » de l’URSS, la Chine ou de l’Allemagne nazie, en les nommant « totalitarismes doux », caractérisés par une technostructure déconnectée des masses populaires et la mise en scène de la peur.

### Mexique
L'état de dictature sanitaire a été décrété dans le Mexique post-révolutionnaire de 1917 à 1945.
José María Rodríguez y Rodríguez (es) est connu pour avoir ajouté, le 19 janvier 1917, plusieurs sections à l'article 73 de la constitution mexicaine :
- le Conseil général de la santé dépend directement du Président de la République, sans l'intervention d'aucun secrétaire d'État, et ses dispositions générales sont d'application obligatoire dans le pays[12] ;
- en cas d'épidémies graves ou de danger d'invasion du pays par des maladies exotiques, le ministère de la Santé a l'obligation de dicter immédiatement les mesures préventives indispensables, sous réserve de leur sanction ultérieure par le pouvoir exécutif[12] ;
- l'autorité sanitaire sera exécutive et ses dispositions seront appliquées par les autorités administratives du pays[12].

Le journal El Siglo de Torreón a considéré en mars 2020 que ces sections étaient employées par le gouvernement mexicain et le Conseil général de santé dans le contexte des mesures sanitaires liées à la pandémie de Covid-19, ce qui est qualifié de « loi du critère médical ».

### Chili
Au mois de septembre 2020, l'ancien ministre de la santé du Chili, Jaime Mañalich (en), a critiqué les mesures adoptées dans le cadre de l'état d'exception décidé par Sebastián Piñera, et les qualifie de dictature sanitaire.
Il compare l'état d'exception au Chili à un état de siège, sans que le Parlement ne se prononce sur la question, avec l'accord total des citoyens, avec la possibilité qu'ils vous demandent vos documents, qu'ils vous emmènent en prison, qu'ils vous infligent une amende. 
Il évoque également la situation dans d'autres pays où, selon lui, les mesures restrictives liées à la pandémie sont utilisées à des fins politiques, citant le Venezuela, Cuba, la Chine, la Biélorussie, la Russie comme des endroits où les limitations des libertés seraient prises par les gouvernements à des fins de contrôle politique. 
Il parle également des effets négatifs des quarantaines prolongées dans des endroits vulnérables, c'est-à-dire là où il y a surpeuplement et pauvreté. Pour lui, dans de nombreuses régions du monde, il existe un risque de mourir de faim ou de tomber finalement malade.

### France
Une tribune dans Le Monde discute des points communs entre l'assignation à résidence des personnes radicalisées et les mesures de confinement et de couvre-feu décidées dans le cadre des mesures sanitaires lors de la pandémie de Covid-19 en France.
Selon l'économiste Éloi Laurent, le terme de « dictature sanitaire » est un leurre qui dissimule une politique d'attentisme économique. Il dénonce plusieurs mois d'inaction ayant conduit à la propagation accrue du virus en France.
Selon Le Quotidien du médecin, le philosophe André Comte-Sponville dénonce la dictature sanitaire comme une forme de pan-médicalisme, qui consiste, selon lui, à « faire de la santé la valeur suprême ».
Un article du Figaro de février 2021 relaie une tribune signée par 24 intellectuels régissant au sujet des entraves aux libertés individuelles mises en place pour lutter contre l'épidémie, et commente les propos tenus, le 18 février 2020, par le ministre de la santé Olivier Véran saluant la réactivité de la Chine qui a su « mettre en place des mesures de confinement et d’isolement très rapidement ». Selon l'article, ces propos mettent en avant l'efficacité des dictatures en matière de distanciation sociale.
En avril 2021, France Culture débat avec Stanis Perez, historien de la médecine et de la santé, co-auteur de Pandémies. Des origines à la Covid-19, sur le thème de la dictature sanitaire en France.
Selon Antoine Flahault, directeur de l'Institut de santé globale à la faculté de médecine de l'université de Genève, étant donné qu'il faut un total de 80 à 90 % d'une population vaccinée pour atteindre l'immunité collective, l'obligation vaccinale constitue un dilemme de démocratie sanitaire. Puisque les tenants de l'idée qu'il faut être vacciné exigent que 90 % soient d'accord avec eux et si cela est impossible à obtenir quelle que soit la pédagogie déployée, l'idée de la dictature sanitaire peut apparaître comme la meilleure façon de lutter contre une pandémie, puisque les outils traditionnels de la démocratie échouent.

## Protestations contre les mesures sanitaires
En Espagne, en Angleterre et en Tchéquie, des protestations se sont élevées, remettant en cause l'utilité et le bien-fondé des mesures de confinement, en particulier concernant l'interdiction faite à certains entrepreneurs d'exercer leur activité professionnelle,  dont certaines se sont retrouvées sous une pression financière croissante pour autoriser les clients payants ou faire face à une fermeture définitive, ainsi que le port du masque généralisé. Des émeutes ont été rapportées dans plusieurs villes aux Pays-bas, et des confrontations avec les forces de police.
Selon RFI, ce terme est utilisé par les partisans extrêmes du mouvement « anti-masque » qui a pris de l’ampleur en France, animé par des groupes habitués du complotisme et des fausses informations.

### Allemagne
Le parti nationaliste Alternative pour l'Allemagne (AfD) dénonce les mesures prises par le gouvernement pour combattre la pandémie, estimant qu'elles ont fait du pays une « dictature sanitaire ».

### Australie
L'ancien premier ministre australien Tony Abbot (en fonction de 2013 à 2015) en fait notamment mention,.

### Belgique
Dès le mois de mai, l'Association Belge des Syndicats Médicaux constate la prise de mesures exceptionnelles de perte de libertés, sans opposition de la population.
En novembre, l'écrivain Didier van Cauwelaert, présentant son roman « L’inconnue du 17 mars », emploie l'expression dictature sanitaire,.

### France
Des mouvements de protestation s'élèvent dès octobre en France, déplorant des mesures qu'ils jugent excessives. Le même mois, le journal Le Monde, citant des personnalités comme Carlo Alberto Brusa, analyse l'apparition de mouvements de contestation remettant en cause la dangerosité du virus et s’opposant aux restrictions des libertés.
En novembre, des habitants de Figeac placardent la ville d'affichettes appelant à des manifestations quotidiennes.
À la suite du discours d'Emmanuel Macron du 12 juillet 2021 au sujet de l'extension de l'utilisation du certificat Covid numérique européen — dit passe sanitaire — pouvant être enregistré sur l'application TousAntiCovid, des manifestations ont lieu dans plusieurs villes, au cours desquelles le terme de « dictature », de « pass nazitaire » et de « dictature sanitaire » sont employés.

### Suisse
En septembre, des élus, comme Roger Köppel, parlent de dictature sanitaire. Selon ce dernier, « cette situation est une dictature du Conseil fédéral. Mais c'est une dictature légale que nous avons créée. Elle est le produit de la loi sur les épidémies que le Parlement n'a pas sérieusement discutée il y a quelques années ».